# Сторожівці
Сторожівці  — ландшафтний заказник місцевого значення в Україні. Розташований у Бородянському районі Київської області, в межах Луб'янської сільської ради Бородянського району та займає площу в 47,5 га. Об’єкт підпорядковується ДП «Клавдієвське лісове господарство», кв. 36, вид. 19, 20, 23, 24, 26; кв. 37, вид. 26, 29, 30; кв. 44, вид. 3, 4, 5, 8, 9, 12; кв. 45, вид. 1, 2, 3, 7 Луб'янського лісництва. Заказник оголошено рішенням Київської обласної ради 5-го скликання від 23.09.2003 року № 490-25-V. 
Деревостан заказнику представлений сосною звичайною, дубом звичайним, березою повислою, грабом звичайним, вільхою, осикою, в'язом. Частина території представлена низинними болотами з осоковою та осоково-сфагновою рослинністю, що частково заростають вільхою та березою. Тут зростають зозулині черевички та булатка довголиста — види, занесені до Червної книги України. Тут також мешкають джміль яскравий, ксілокопи звичайна тафіолетова, махаон, жук-олень, що також занесені до Червоної книги України. З ссавців тут поширені заєць сірий та водяна полівка.